# Michael Badnarik
Michael Badnarik (ur. 1 sierpnia 1954 w  Hammond w stanie Indiana, zm. 11 sierpnia 2022 w San Antonio) – amerykański inżynier oprogramowania, amerykański polityk, członek Partii Libertariańskiej, założyciel własnej stacji radiowej.

## Prywatnie
Jest najstarszym synem Jana i Eleini Bednarik. Jego dziadkowie byli imigrantami ze Słowacji. Studiował na Uniwersytecie Indiana. Pracował jako programista w Zion Nuclear Power Station. W roku 1997 przeprowadził się do Teksasu, gdzie rozpoczął pracę w Evolutionary Technologies International.

## Kariera polityczna
Po raz pierwszy startował do legislatury stanowej w Teksasie w roku 2000 zdobywając 15 221 głosów. Ponowił próbę w roku 2002. W roku 2004 wystartował w wyborach na Prezydenta USA i zajął czwarte miejsce mając 397 265 głosów. W roku 2006 kandydował do Izby Reprezentantów. Zajął trzecie miejsce (na trzech kandydatów), zdobywając 7 603 głosów. Badnarik działa na rzecz ruchu Free State Project.

## Poglądy
- Prywatna służba zdrowia
- Prywatna edukacja
- Sprzeciw wobec aborcji
- Likwidacja podatku dochodowego
- Małżeństwo jako umowa między dwiema osobami
- Obrona prawa do posiadania broni
- Poparcie dla wolności słowa i zgromadzeń
- Sprzeciw wobec wojny w Iraku
- Zniesienie obowiązku posiadania prawa jazdy
- Przyjmowanie do USA tylko pokojowo nastawionych imigrantów